# Strömkarlsbron

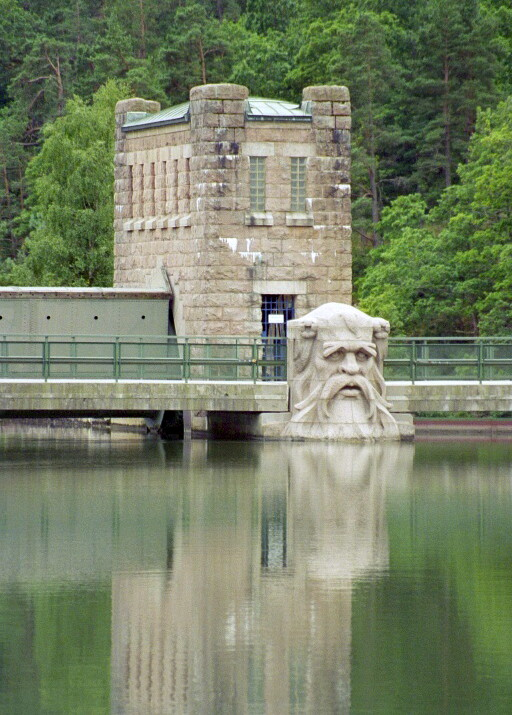
Carl Eldhs skulptur Strömkarlen på Strömkarlsbron i Trollhättan

Strömkarlsbron i Trollhättan går över Göta älv och fungerar samtidigt som fördämning för Trollhättefallen. Bron, som uppfördes 1908 i samband med bygget av Olidans kraftverk, ritades av Erik Josephson och har fått sitt namn efter Carl Eldhs skulptur, Strömkarlen, som pryder den. Vid brons östra sida ligger Ekeblads sluss i Polhems slussled och på västra sidans höjd ligger hembygdsparken Forngården.